# Oleg Mudrak
Oleg Aleksiejewicz Mudrak (ros. Олег Алексеевич Мудрак; ur. 14 stycznia 1962) – rosyjski językoznawca, doktor nauk filologicznych, autor prac na temat języków ałtajskich i paleoazjatyckich. Specjalista w obszarze językoznawstwa historyczno-porównawczego ludów Syberii, Dalekiego Wschodu i Ameryki Północnej. Od 1995 r. pracownik naukowy Centrum komparatystyki Instytutu wschodnich kultur RGGU (Росси́йский госуда́рственный гуманита́рный университе́т). Profesor RGGU.